# Arrieros y carreteros de Gredos

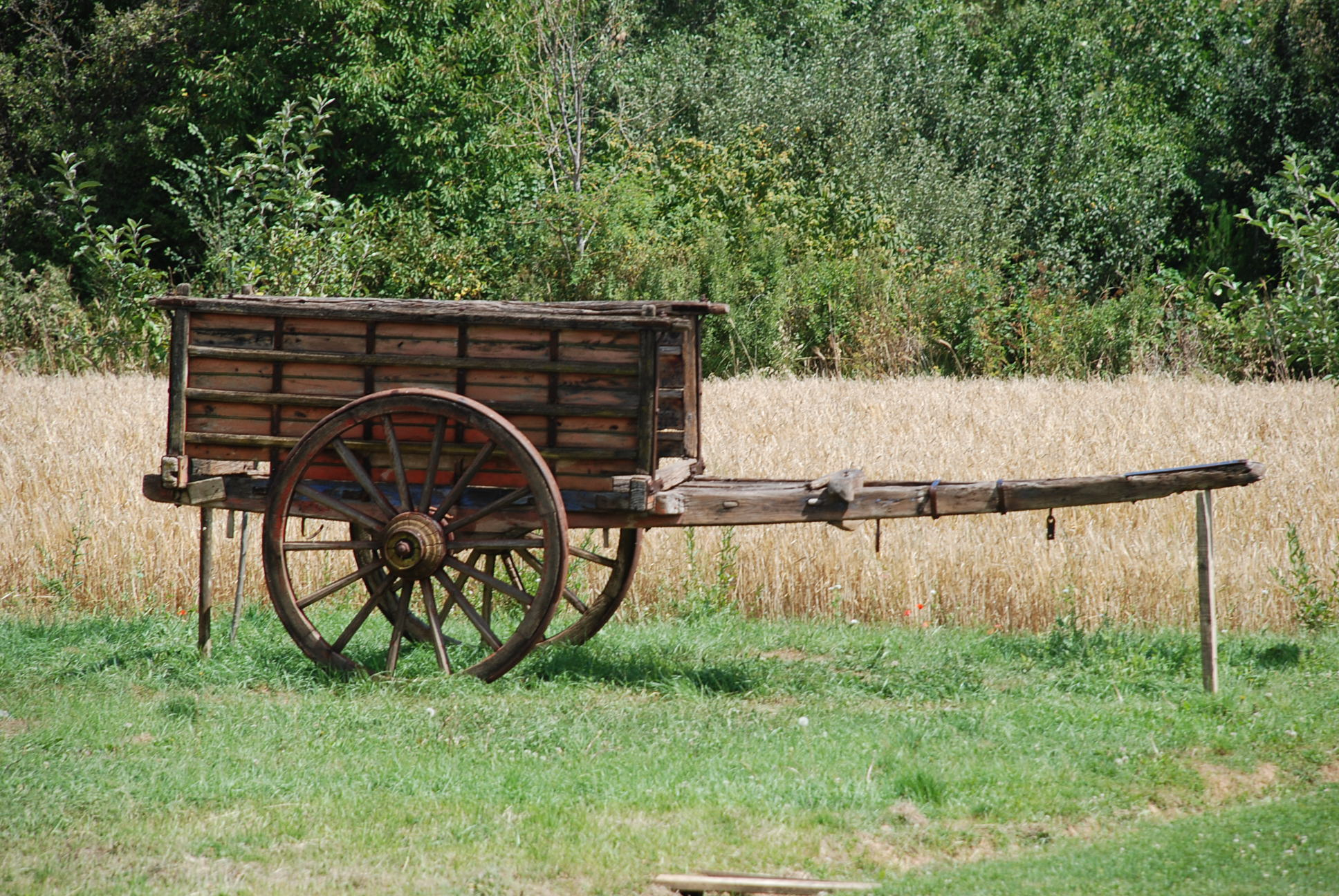
Un carro para tiro

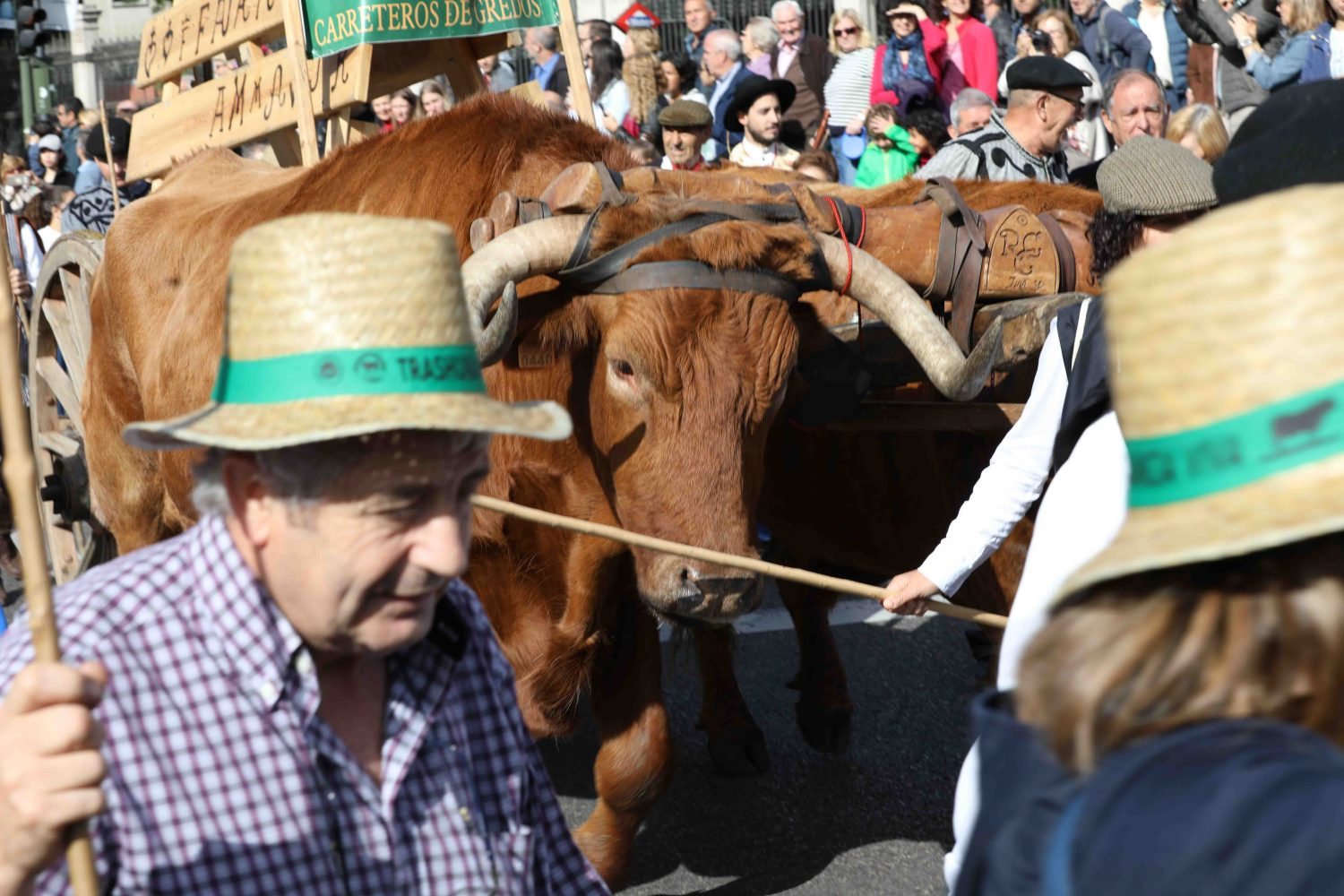
Carreteros de Gredos en la Fiesta de la Trashumancia en Madrid

Los arrieros y carreteros de Gredos constituyeron un grupo de trajinantes dedicados al oficio del transporte y comercio cuyo lugar de operaciones estuvo en la Cuenca del Duero y otras tierras al sur del Sistema Central. Los productos que transportaban fueron sobre todo sal, trigo, madera y carbón. A partir del siglo XVI  ocupó su actividad un lugar imprescindible en el mundo del comercio hasta su ocaso a finales del siglo XVIII.

## Historia
Este grupo de carreteros estuvo protegido por los Reyes Católicos desde 1497, lo mismo que la Real Cabaña de Carreteros. El conjunto estaba compuesto por más de ochocientas carretas pertenecientes al Sexmo de la Sierra, donde estaban integrados los pueblos de Navarredonda de Gredos, Hoyos del Espino, San Martín del Pimpollar y Garganta del Villar, además de San Martín de la Vega del Alberche, que pertenecía al sexmo de Valdemoro. El modo de vida de estos pueblos, su economía, fue la carretería. Navarredonda tuvo el mayor número de carreteros llegando a los noventa y uno, y cada uno contaba con cinco carretas aproximadamente. En Hoyos del Espino por el contrario había pocos carreteros y cada uno tenía una o dos carretas. A lo largo del siglo XVIII fue disminuyendo tanto el número de carreteros como el de carretas y los datos que se dan en el censo de Floridablanca así lo demuestran.
A finales del siglo XVIII comenzó la decadencia. El grupo de carreteros fue desapareciendo pero se mantuvieron los servicios privados hasta la Segunda República, cuando los transportes motorizados dieron lugar a un cambio total.
Los carreteros olvidaron su antiguo oficio y dedicaron su trabajo y su empeño a las reses convirtiéndose en vaqueros de bueyes y vacas avileños. La trashumancia que ya habían practicado sus ancestros tomó una nueva vida. La ruta era entre Gredos y Extremadura y uno de los antiguos pasos que se conservaban renació y fue de nuevo ruta de trashumancia: el Puerto del Pico, antigua calzada romana.

### Privilegios y costumbres
Los carreteros de Gredos consiguieron considerables privilegios que fueron garantizados por ciertas leyes y cédulas reales. Tenían derecho de pasto para sus animales de carga, derecho de corta de madera para cuando tenían que reparar sus carretas y exención de milicias a cambio de los servicios de suministro de víveres y munición destinados a los ejércitos durante las campañas bélicas.

### Productos para transportar
La sal fue siempre un producto muy apreciado. Se trajinaba en los alrededores de Sevilla y se conducía a los alfolíes de Extremadura y Sierra de Gata. Los alfolíes eran unos edificios construidos expresamente para almacenar la sal. El trigo lo conseguían en la comarca de Arévalo (o La Moraña) y su destino era Madrid. Primeramente lo depositaban en un granero propiedad del concejo madrileño en Arévalo. Allí se mantenía a la espera de la demanda. La madera se conseguía en las tierras de Gredos y se llevaba principalmente a Salamanca. El municipio de Piedralaves tuvo mucha actividad maderera y sus carretas llegaban hasta los pueblos de la provincia de Toledo. Por las Respuestas Generales se sabe que sesenta y siete vecinos de esta localidad alternaban sus quehaceres agrícolas con el transporte de las maderas. Entre estos sesenta y siete vecinos sumaban ciento siete carretas. El carbón fue también un producto apreciado y requerido en Madrid, Salamanca y Extremadura.